# Gilberto Agustoni
Gilberto kardinál Agustoni (26. července 1922 Schaffhausen – 13. ledna 2017 Řím) byl švýcarský římskokatolický kněz, vysoký úředník římské kurie, kardinál.
Pocházel z obce Balerna na jihu Švýcarska, studoval v semináři v Luganu, zde také přijal 20. dubna 1946 kněžské svěcení. V roce 1950 odjel do Říma a začal pracovat v římské kurii. Doplňující studia absolvoval ve Fribourgu a na Papežské lateránské univerzitě. Působil v Kongregaci pro bohoslužbu a svátosti. Od května 1970 byl auditorem Tribunálu Římské roty.
Dne 18. prosince 1986 byl jmenován titulárním arcibiskupem a sekretářem Kongregace pro klérus. Z tohoto titulu se podílel na vypracování apoštolské konstituce Pastor Bonus a Řádu římské kurie (Regolamento della Curia romana), který částečně představuje jeho praktickou aplikaci.  Biskupské svěcení mu udělil papež Jan Pavel II. 6. ledna 1987. V dubnu 1992 byl jmenován pro-prefektem Nejvyššího tribunálu Apoštolské signatury a pro-prezidentem apelačního soudu Městského státu Vatikán.
V listopadu 1994 ho Jan Pavel II. jmenoval kardinálem, současně se stal plnoprávným prefektem Nejvyššího tribunálu Apoštolské signatury. Na tuto funkci rezignoval v říjnu 1998 vzhledem k dovršení kanonického věku.